# Rada České tiskové kanceláře
Rada České tiskové kanceláře je podle zákona č. 517/1992 Sb., o České tiskové kanceláři orgán, jímž se podle textu zákona uplatňuje "právo veřejnosti na kontrolu" České tiskové kanceláře (ČTK). Jedná se o jednu ze čtyř mediálních rad, které v Česku působí.

## Základní informace
V zákoně je uvedena jen jako Rada tiskové kanceláře, neboť takto zkráceně zákon označuje samotnou ČTK. Česká tisková kancelář je podobně jako Česká televize a Český rozhlas institucí poskytující veřejnou službu, i když na rozdíl od ostatních dvou bez příspěvku z veřejných prostředků nebo poplatků veřejnosti. Stát zákonem zřídil také Radu ČTK jako její kontrolní orgán. Členové Rady ČTK jsou voleni Poslaneckou sněmovnou PČR na funkční období pěti let.
Rada ČTK dbá na plnění poslání tiskové kanceláře, jmenuje a odvolává generálního ředitele, schvaluje rozpočet a závěrečný účet, na návrh ředitele schvaluje Statut ČTK, rozhoduje o stížnostech týkajících se činnosti ČTK a jejího ředitele, dohlíží na využití účelových dotací. Ze své činnosti je Rada ČTK zodpovědná Sněmovně (financována je ovšem z prostředků ČTK), jí také předkládá výroční zprávu o činnosti a hospodaření ČTK. Rada ČTK agenturu neřídí ani nereprezentuje, statutárním orgánem ČTK je totiž podle zákona její generální ředitel.

## Složení rady
Rada České tiskové kanceláře je sedmičlenná, funkční období je 5 let. Aktuálně posty zastávají (k 16. 10. 2024):
- David Soukup, členem od 25. září 2019, předsedou od 16. prosince 2019, znovu zvolen 18. září 2024 na pět let od 26. září 2024 (nominován hnutím ANO), v roce 2025 byl kandidátem ANO do Poslanecké sněmovny[5]
- Aleš Mareček, členem od 8. července 2020 (nominován ČSSD)
- Jaroslava Wenigerová, členkou od 22. června 2022, místopředsedkyní od 12. prosince 2022 (nominována SPOLU)
- Daniel Korte, členem od 8. března 2023 (nominován SPOLU)
- Jakub Končelík, členem od 8. března 2023 (nominován Piráty a STAN)
- Jana Gáborová, členkou od 31. května 2023, místopředsedkyní od 12. prosince 2022 (nominována hnutím ANO)